# 罗托路亚
罗托鲁阿（毛利語：（意為Kahumatamomoe的第二大湖）），位于新西兰北岛中部的城市。座落于罗托鲁阿湖南岸，汉密尔顿东南105公里，陶朗加以南60公里。属丰盛湾地区议会管辖。人口53,000人，其中约一半是毛利人。
罗托鲁阿是新西蘭的一個旅游城市，城市拥有独特的地热景观，每年吸引了每年近百万游客参观。城市20%以上的工作人口在旅游行业工作。

## 历史

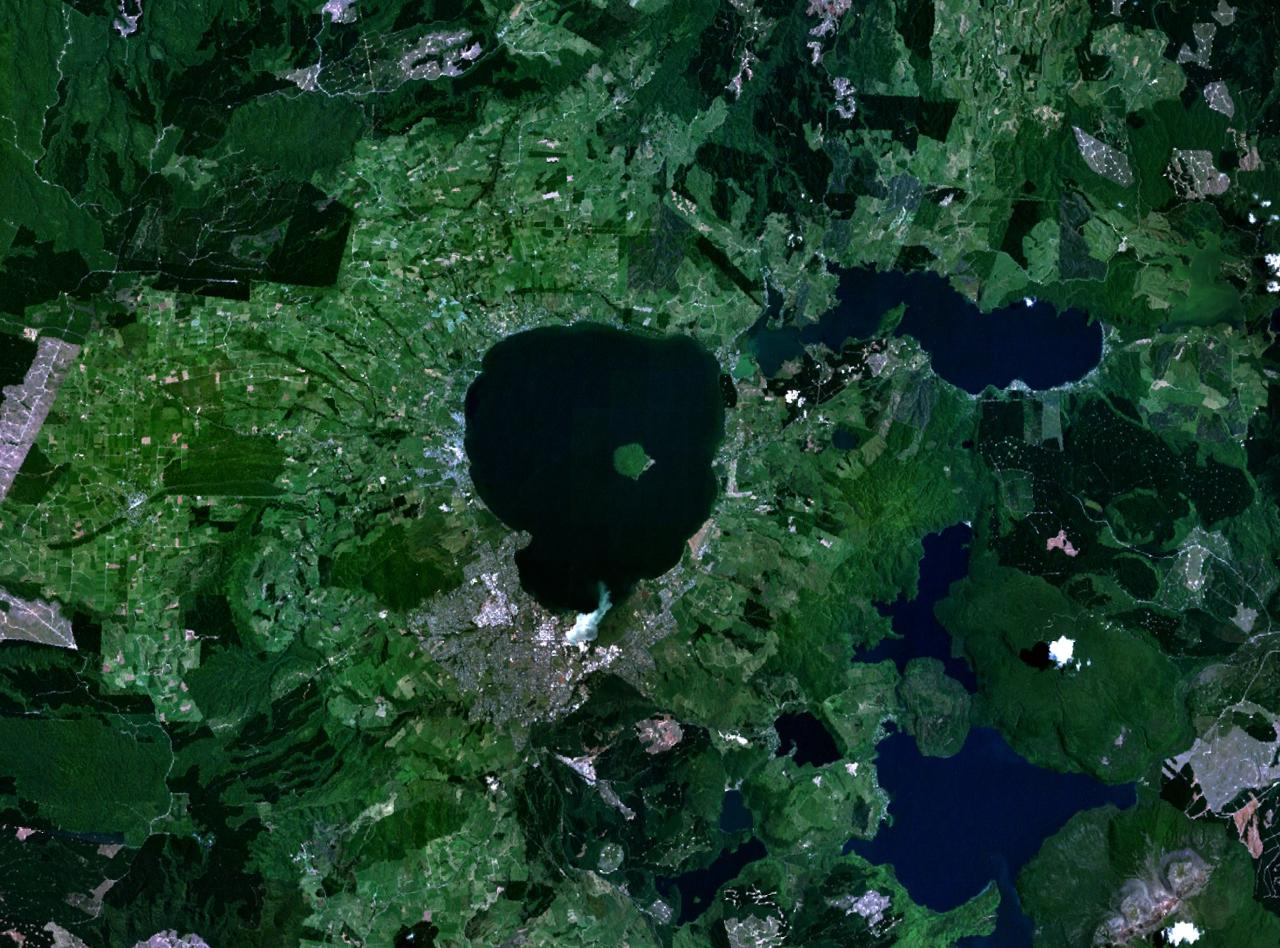
罗托鲁阿湖

罗托鲁阿得名于毛利语Te Rotorua-nui-a-Kahumatamomoe。 Roto在毛利语里意为“湖”，Rua意为“第二”，Kahumatamomoe则是对这个地区命名的人，当地毛利部落的一位族长Ihenga的叔叔之名，而罗托鲁阿则是他探险中发现的第二个湖。
最初居住此地的毛利部落为Te Arawa iwi。因为地热的缘故，部落学会了“不需烧火”的煮食取暖。在1860年新西兰战争（毛利人与白人的内战）当中，湖岸曾经爆发过小规模的冲突。
罗托鲁阿最初即是为旅游者所建立的。1880年，新西兰为这个地区的独特的景色所注意，当时该地区有被世人称为“世界第八大奇迹”的粉紅色與白色梯形丘。为了推动旅游业的发展，政府建立了罗托鲁阿镇为旅客提供基本的食宿服务。虽然当时从奥克兰需要花上上月的时间才能到达，但来访者依然络绎不绝。

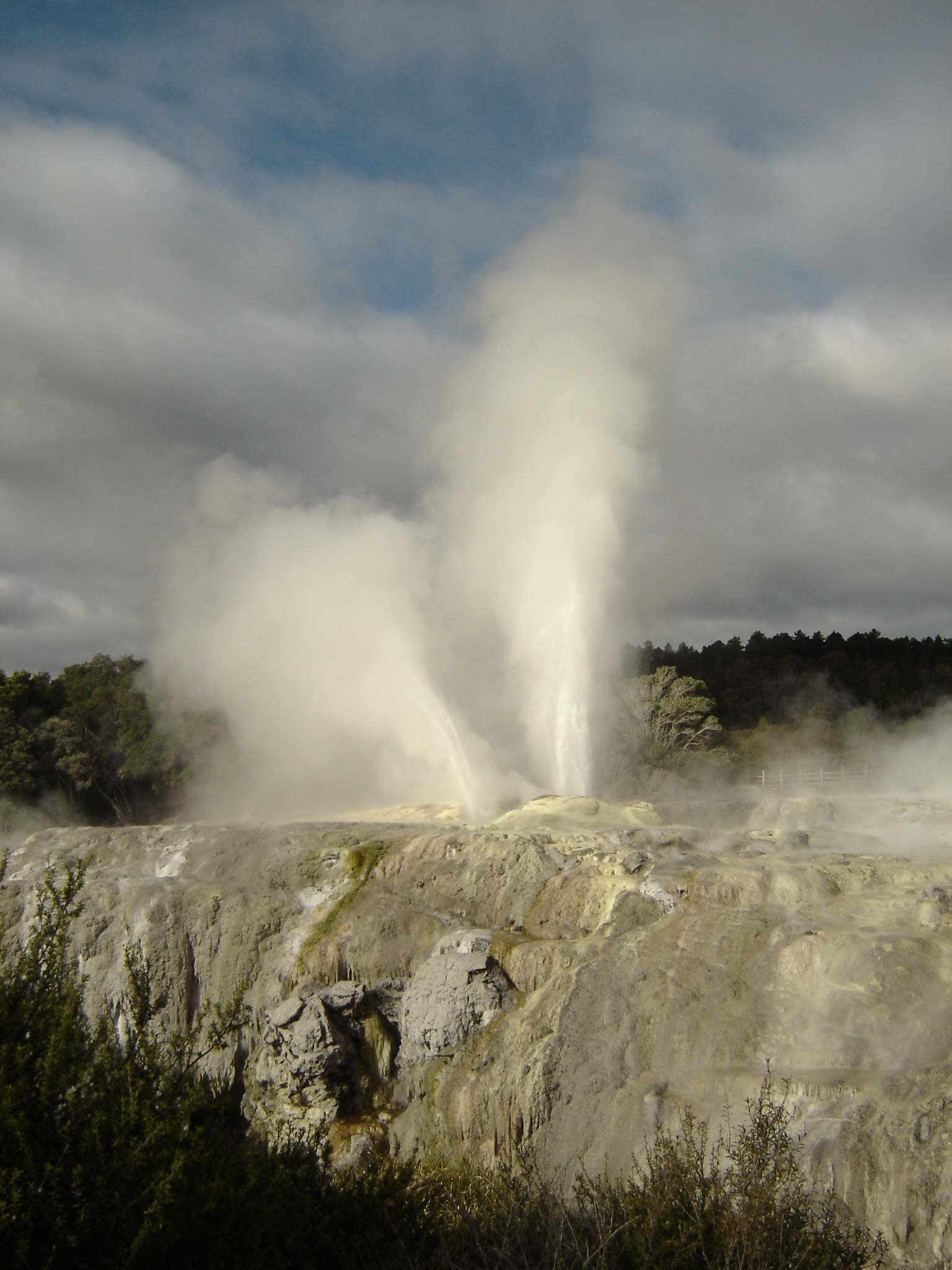
今天的Te Puia喷泉

但不幸的是，在1886年，粉红与白矽土台阶地附近的塔拉威拉(Tarawera)火山喷发，三个毛利部落共上百人死亡，整个台阶地被火山灰覆盖而不复存在。余下的毛利部落迁徙到了更靠近罗托鲁阿的Whakarewarewa附近，而今天则是城市一个著名的旅游景点Te Puia（意为喷泉），以部落里的几个地热喷泉而名。
从塔拉威拉火山喷发之后，政府部门就一直致力与开发罗托鲁阿的旅游。虽然粉红与白矽土台阶地已经不复存在，但地热依然是一个吸引游客的特点之一。二十世纪初，旅游部门建立了一个大型洗浴房(Spa House)，宣传以地热天然加热的矿泉水治疗各种疾病的疗效。这吸引了大量英国贵族，在第一次世界大战时期大量负伤的英国和新西兰士兵前来疗养。

## 旅游
罗托鲁阿是新西兰最热门的旅游城市之一，每年有七十万左右游客到访，其中约55%是国际游客。作为一个旅游城市，吸引游客的不仅仅是其独特的旅游景观，城市的花园和历史性的建筑也是吸引人的景点。最著名的则当年的洗浴房因为矿泉水导致管道腐蚀而被废弃，之后曾经被改作政府大楼，而现在则是罗托鲁阿博物馆，周围则被称为政府花园。
因其一半以上的毛利人口，毛利文化也成为了旅游热点之一，例如因火山喷发迁徙到Whakarewarewa的部落，不仅有地热喷泉，整个部落亦开放旅游，和罗托鲁阿其他部落一样，几乎天天都有毛利文化及歌舞表演。

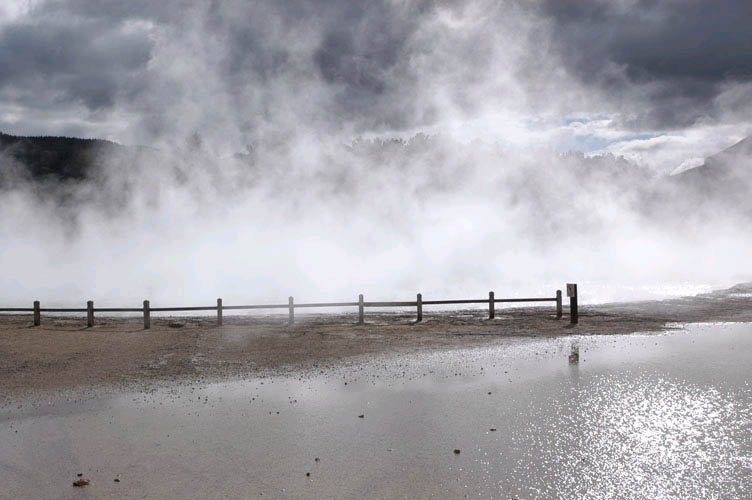
怀欧塔普中一个蒸腾的湖面

但地热依然是城市旅游业的主要依靠。城市附近的地热喷泉，因地热而不断冒炮的泥池，甚至连当年被火山喷发所埋葬的村庄也成为了旅游景点。在城市附近的怀欧塔普（Waiotapu），可以看到因火山喷发遗留下的矿物质所形成的各种颜色的湖面。
城市附近也有很多火山形成湖，罗托鲁阿本身就以其依靠的淡水湖命名。最大的陶波湖离城市45分钟的车程。这些湖里都有大量的彩虹鳟鱼，吸引游客前来观赏垂钓。但是这些湖因为周围农庄排出的养分，夏天常常会被大量的水藻覆盖造成问题，不过通过治理之后已经得到好转。
城市中有多个提供地热水源的洗浴中心，在以前，大多数汽车旅馆和宾馆也提供类似服务，但因为过量抽取地下水，导致喷泉高度降低，现在已经限制使用。

## 地理
罗托鲁阿的独特地热特点源于其地理位置。城市坐落于太平洋板块和澳大利亚板块的交界处，不断的板块运动使得地底的岩浆翻滚，加热了地下水。
也因为此，该地区及座落着不少死火山，其中不少火山口已经成为淡水湖，例如陶波湖。现在可以确定的是，当年曾经摧毁“世界第八大奇迹”的塔拉威拉火山一定会再度喷发，只是不知道时间而已。